# Cộng hòa Glacier
Cộng hòa Glacier là một vi quốc gia hư cấu được tạo ra như là một chiến dịch nâng cao nhận thức về quảng cáo được tạo ra bởi Greenpeace tại Chile vào ngày 05 Tháng 3 năm 2014 để phản đối việc khai thác của các tập đoàn xây dựng trên hoặc gần sông băng và phá hỏng chúng. Theo các nhà hoạt động, những kẽ hở trong luật pháp giữa biên giới Chile và Argentina và khoảng trống pháp lý trong các quy định liên quan đến chủ quyền của các sông băng đã cho phép họ thành lập nước Cộng hòa một cách hợp pháp. Chile chứa 82% sông băng của Nam Mỹ, nhưng hiện không có luật để bảo vệ chúng.
Các nhà hoạt động nói rằng một khi Chile đã thông qua luật thích hợp công nhận và đảm bảo tính toàn vẹn và bảo vệ các sông băng của mình, "Cộng hòa Glacier và các công dân của quốc gia này sẽ trả lại các sông băng cho Nhà nước Chile," và Cộng hòa Glacier sẽ không còn tồn tại. Vì vậy, mục đích thực sự của nước Cộng hòa không phải là tạo ra một đất nước trường tồn mà là buộc chính phủ Chile phải bảo vệ các sông băng do mình quản lý. Trong vòng mười ngày đầu tiên kể từ ngày "độc lập", hơn 40.000 người đã đăng ký trở thành "công dân" ủng hộ nước Cộng hòa, quốc gia đã mở đại sứ quán ở 40 quốc gia trên thế giới (về cơ bản chỉ là những quốc gia mà tổ chức Hòa bình Xanh Quốc tế đã có văn phòng).

## Tình trạng pháp lý
Tuyên bố của Greenpeace cho thấy sự vắng mặt rõ ràng của các quy tắc pháp lý nhằm điều chỉnh tình trạng pháp lý của sông băng. Tuy nhiên, Điều 593 tiểu mục 2 của Bộ luật Dân sự Chile tuyên bố rằng "'Vùng nước bên trong đường cơ sở của lãnh hải tạo thành một phần nội thủy của quốc gia" và Điều 595 quy định: "Tất cả các vùng nước đều là tài sản công cộng của quốc gia".